# Alojs Andritzki
Alois Andritzki,  másképpen Aloys illetve Alojs Andricki (Radibor, 1914. július 2. – Dachaui koncentrációs tábor, 1943. február 3.) szorb katolikus pap, a nemzetiszocializmus eltökélt ellenzője, vértanú, akit a római katolikus egyház boldoggá avatott. Emléknapja február 3.

## Élete
Szülei Johann Andritzki (Jan Andricki) tanító, iskolavezető, kántor és felesége, született Magdalena Ziesch (Madlena Cyžec). Két lány- és három fiútestvére volt. A fiúk mindannyian teológiát tanultak; a legfiatalabb fiú, a jezsuita szerzetes Alfons, katonaként elesett a második világháborúban.
Alois Andritzki szülőhelyén kezdte az iskolát, majd négy év után Bautzenben folytatta, és kitüntetéssel érettségizett. 1934 és 1938 között a paderborni teológiai akadémián teológiát és filozófiát tanult. Tanulmányai végén a meisseni püspökség schmochtitzi papi szemináriumában élt. A gimnáziumban tagja és két éven át az elnöke a „Włada“ szorb diákegyletnek. Tanulmányai idején a Serbski student című szorb diáklap szerkesztője és a szorb diákok szóvivője volt.
1939. július 30-án Petrus Legge püspök szentelte pappá a bautzeni Szent Péter-székesegyházban. Első szentmiséjét 1939. augusztus 6-ám celebrálta Radiborban. A drezdai Szentháromság-székesegyház káplánja lett; feladatai közé tartozott az ifjúság lelki gondozása, továbbá ő volt a drezdai fiúkórus nevelőtanára és a drezdai Kolping mozgalom elöljárója.
Őszintesége és a nemzetiszocialista ideológia elutasítása miatt Alois Andritzki kényelmetlenné vált a Nemzetiszocialista Német Munkáspárt (NSDAP) és az állami szervek számára. Feltehetőleg a szorb néphez tartozás hangsúlyozása miatt is gyanús volt a fajelmélet képviselőinek. Előadásokon és összejöveteleken elítélte a hívők és szellemi vezetőik üldözését, és kritikával illette Alfred Rosenberg nemzetiszocialista ideológus írásait.
Miután kihallgatásokon próbálták megfélemlíteni, 1941. január 21-én a Gestapo letartóztatta, és további kihallgatások után 1941. február 7-én Drezdába szállították vizsgálati fogságba. 1941. júliusban a drezdai Sondergericht elé állították „alattomos állam- és pártellenes támadásokért,”  és hat hónapos börtönbüntetésre ítélték. Mivel elutasította a nemzetiszocialistákkal való együttműködést, 1941. október 2-án átszállították a dacahui koncentrációs táborba, ahol 27829-s fogolyszámmal a lelkészbarakkba került.
A lágerben Andritzki káplán a rossz körülmények ellenére is törekedett a megfelelő papi magatartásra és életvitelre. A többi lelkésszel együtt rendszeresen tanulmányozta a Szentírást, és kialakítottak egy liturgiakört. Csatlakozott a schönstatti apostoli mozgalom egyik csoportjához, és megismerkedett Josef Kentenich atyával, a mozgalom alapítójával, aki 1942. március 12-én került a lelkészbarakkba. 1942. decemberben az alultáplált foglyok között a lágerberi rossz higiéniai körülmények miatt tífuszjárvány tört ki. Röviddel 1942. karácsonya után Alois Andritzki is megbetegedett. Csak 1943. január 19-én jelentette betegségét. Az ugyanott fekvő Hermann Scheipers elmondása szerint a haldokló Alois Andritzki megkért egy ápolót, hogy hívjon hozzá papot a szentségek kiszolgáltatására, de az ápoló „Krisztust akar? Egy szúrást kap!” szavakkal egy méreginjekcióval megölte.
A meggyilkolt pap hamvait tartalmazó urnát a tábori adminisztráció elküldte a családnak, és 1943. április 15-én temették el Drezdában a régi katolikus temetőben. 2011. február 5-én az urnát több ezer hívő jelenlétében ünnepélyesen átvitték a Szentháromság-székesegyházba.

## Emlékezete és tisztelete

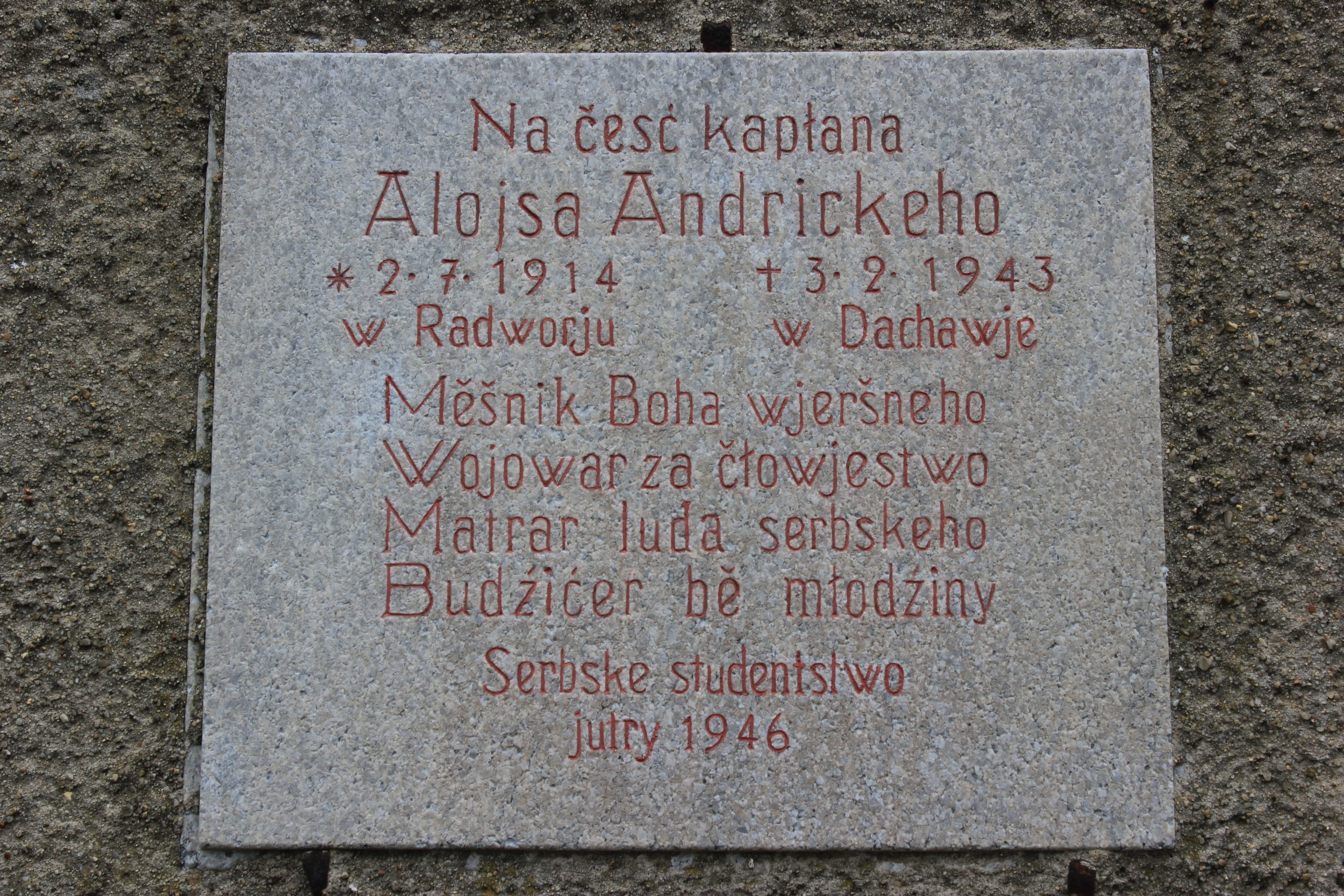
Emléktáblája a radibori templomban

1946. húsvétkor leplezték le a radibori templomban a szorb diákok által Alois Andritzkinek állított emléktáblát. Emlékét a szorb lakosság folyamatosan ápolta az NDK-korszakban, amikor a hívő keresztényeket és a fasizmus nem kommunista áldozatait általában alig értékelték. 1984-ben szorb fiatalok keresztet állítottak panschwitz-kuckaui sáncon, amely azután a szorb katolikus fiatalok találkozóhelye lett.
Alois Andritzkis radibori szülőházára 1984-ben egy domborművet helyeztek el, Werner Juza alkotását. A település katolikus óvodája a Dom Alojsa Andrickeho (Alois Andritzki-ház) nevet kapta. Az 1987-es drezdai katolikus találkozó előtt egy drezdai utcát Andritzkiról neveztek el. Bautzenben szintén utca, az alsó-sziléziai Rząsinyban egy elemi iskola viseli nevét. 
A katolikus egyház 1999-ben felvette Alois Andritzkit a 20. század német vértanúi közé.
2010. december 10-én a Szentek Ügyeinek Kongregációja közzétette, hogy az 1998. július 2-án elkezdett boldoggá nyilvánításai eljárás lezárult. Alois Andritzkit 2011. június 13-án a drezdai Szentháromság-székesegyházban avatták boldoggá; ő az egyetlen boldoggá avatott szorb,
2011. június óta a drezdai székesegyház előtt egy botlatókő emlékeztet Andritzkire.
2014. április 12-én a bautzeni Német–Szorb Népszínházban mutatták be Eva-Maria Zschornack és Ulrich Pogoda Chodźić po rukomaj – Alois Andritzki című zenés drámáját.

## Fordítás
- Ez a szócikk részben vagy egészben  az   Alojs Andritzki című német Wikipédia-szócikk ezen változatának fordításán alapul.  Az eredeti cikk szerkesztőit annak laptörténete sorolja fel. Ez a jelzés csupán a megfogalmazás eredetét és a szerzői jogokat jelzi, nem szolgál a cikkben szereplő információk forrásmegjelöléseként.